# Rico Sasaki
Rico Sasaki (佐々木 李子 Sasaki Riko?, 10 de noviembre de 1997) es una seiyū y cantante japonesa afiliada a Honeycomb Entertainment. Su carrera en el entretenimiento comenzó en 2008 cuando fue seleccionada para interpretar a Annie en una producción musical de Annie en 2008. Sasaki comenzó una carrera musical en 2014 bajo el nombre artístico de Rico, antes de volver a usar su nombre real en 2016. 
Ese mismo año, Comenzó una carrera como actor de doblaje. Como actriz de voz, es conocida por sus papeles de Poporon en Jashin-chan Dropkick, Daia en Kiratto Pri Chan y Ayako Yamada en Kageki Shoujo!!, mientras que su música ha aparecido en series de anime como Danchi Tomoo, Duel Masters y Bofuri. También es vocalista y guitarrista de la banda Ave Mujica de la franquicia multimedia BanG Dream!, que incluye la interpretación del personaje Doloris/Uika Misumi. 

## Biografía
Sasaki nació en la prefectura de Akita el 10 de noviembre de 1997. Se interesó por la música desde una edad temprana, en parte bajo la influencia de su abuela, y comenzó a tomar lecciones de canto mientras estaba en la escuela primaria. Mientras estaba en tercer año de primaria, vio una producción japonesa del musical Annie, lo que la inspiró a seguir una carrera en el teatro. En parte por sugerencia de su maestra, hizo una audición para un papel en Annie y, entre alrededor de 9.000 solicitantes, fue seleccionada para interpretar el papel principal de Annie; Comenzó a aparecer en producciones a finales de 2008.
En 2013, Sasaki lanzó una carrera musical después de ganar un concurso organizado por Teichiku Records como parte de su 80 aniversario, superando a otros 3.836 solicitantes; Debutó bajo el nombre artístico de Rico. Su primer sencillo, "Come and Get It!", fue lanzado el 23 de julio de 2014. Ese mismo año, se unió a Honeycomb Entertainment.
Sasaki estudió música en la escuela secundaria Tokiwagi Gakuen en Sendai y se graduó de la escuela en 2016. Ese mismo año, comenzó a usar su nombre real para actividades de entretenimiento y lanzó el sencillo "Kasabuta/Omoi no Kakera/Dream Climber". También comenzó una carrera como actriz de doblaje, una decisión que tomó originalmente cuando aún estaba en la escuela secundaria a instancias de un amigo y uno de los miembros del personal de su agencia. Entre sus primeros papeles estuvo el del personaje Nanami en la serie de televisión de anime Clione no Akari.
En el 2018 formó el dúo musical Re-connect junto al cantante Kyoco; El dúo se vio obligado a suspender actividades en 2019 después de que se rescindiera el contrato de Kyoco con su agencia. Su canción "Ashita e no Kaze", lanzada el 21 de febrero de ese año, se utilizó como tema final de la serie de anime Duel Masters. También fue elegida como el personaje de Poporon en la serie de televisión de anime Jashin-chan Dropkick. En el 2019, interpretó el papel de Daia en Kiratto Pri Chan.
En 2020 Sasaki lanzó el sencillo "Play the world"; La canción principal se utilizó como tema final de la serie de anime Bofuri. En 2021, interpretó el papel de Ayako Yamada en la serie de anime Kageki Shoujo!!.

## Filmografía
Los papeles principales están en negrita

### Anime
| Año  | Título                                      | Rol                                | Refs. |
| ---- | ------------------------------------------- | ---------------------------------- | ----- |
| 2015 | Crane Game Girls                            | Kyōko                              |       |
| 2015 | Cardfight!! Vanguard G                      | Chico 3                            | [ 2 ] |
| 2015 | Omoi no Kakera                              | Michiru                            | [ 2 ] |
| 2015 | All Out!!                                   | Estudiante femenil                 | [ 2 ] |
| 2017 | Love Kome                                   | Gurue                              | [ 2 ] |
| 2017 | Clione no Akari                             | Nanami Yukine                      | [ 2 ] |
| 2018 | Jashin-chan Dropkick                        | Poporon                            | [ 6 ] |
| 2019 | Kiratto Pri Chan                            | Daia Nijinosaki                    | [ 3 ] |
| 2020 | Jashin-chan Dropkick Dash                   | Poporon                            | [ 6 ] |
| 2020 | Love Live! Nijigasaki High School Idol Club | Secretaria del consejo estudiantil | [ 2 ] |
| 2021 | Kageki Shoujo!!                             | Ayako Yamada                       | [ 7 ] |
| 2022 | Jashin-chan Dropkick X                      | Poporon                            | [ 6 ] |
| 2023 | World Dai Star                              | Chisa Sasuga                       | [ 8 ] |
| 2023 | BanG Dream! It's MyGO!!!!!                  | Uika Misumi                        |       |
| 2023 | Mokushiroku no Yonkishi                     | Elba                               |       |
| 2024 | Rinkai!                                     | Tsutsuji Kurume                    |       |
| 2025 | BanG Dream! Ave Mujica                      | Uika Misumi                        |       |
| 2025 | Isekai Mokushiroku Mynoghra                 | Emle                               |       |
| 2025 | Nihon e Yōkoso Elf-san.                     | Mewi                               | [ 9 ] |